# Демократическая партия Китая
 Демократическая партия Китая  (ДПК) (кит. трад. 中國民主黨, упр. 中国民主党, пиньинь Zhōngguó Mínzhǔ Dǎng, палл. чжунго миньчжу дан) является политической партией, зародившейся в Китайской Народной Республике, официально запрещена Коммунистической партией Китая (КПК). История ДПК и дата её точного основания неясна, так как она имеет много исторических путей и основателей. Принято считать, что ДПК была создана в 1998 г. активистами-демократами и бывшими лидерами студенческого движения с митинга на площади Тяньаньмэнь в 1989 г. (ссылаясь на западные источники).

## История

### Основание Партии
Датой основания считается 25 июня 1998 года, а 28 июня 1998 года, во время визита Билла Клинтона в Китай, группой активистов была зарегистрирована партия (ДПК). Ван Юцай (Wang Youcai), один из лидеров активистов протеста на площади Тяньаньмэнь в 1989 г. вместе с Ван Дунхай и Линь Хуэй (Wang Donghai и Lin Hui) отправились в Палату по гражданским и общественным делам в Ханчжоу, провинция Чжэцзян, для официальной регистрации партии (ДПК). Регистрацию отклонили.

### Реакция Коммунистической партии Китая
На следующий день, 29.06.1998 г., государственной полицией, в своем доме, был арестован Ван Дунхай (Wang Donghai) по обвинению в создании оппозиции против правительства Китая. Судебный процесс над ним начался 18.12.1998 г., так как у него не было адвоката, суд длился всего несколько часов. Приговор был скорым — 11 лет заключения и лишения политических прав на 3 года за подрывную деятельность.
В тот же день, 55 летний Сю Вэньли, член партии (ДПК), был осужден на 13 лет с формулировкой приговора: за свержение Коммунистической партии Китая.
22 декабря 1998 г. Цин Юнминь был осужден на 12 лет за угрозу национальной безопасности.
Ли Пэн, председатель Постоянного комитета Всекитайского собрания народных представителей в это время провозгласил: «Если партия создана для свержения руководства Коммунистической партии Китая, тогда она не имеет право на существование».
Коммунистическая партия объявила ДПК организацией вне закона (нелегальной), нанеся следующий удар в Пекине в 1998 г. 23 декабря 1998 г., после осуждения Верховным народным судом Китая было провозглашено, что «… любой, кто сознательно опубликует, напечатает, размножит или распространит материалы, содержащие подстрекательства к свержению государственной власти и социалистической системы или к распаду страны» может быть осужден за преступление. Такие обвинения могут быть предъявлены за комментарии и бытовые фразы в кино кинорежиссёрам, разработчикам программного обеспечения, писателям, артистам, представителям средств массовой информации, всем, кому подлежит подчиняться новым указаниям.

### Удар по другим членам ДПК
Сотни членов ДПК были задержаны, арестованы и отправлены в тюрьму:
- Лю Сяньбинь
- У Илун
- Гао Хунминь
- Чжа Цзяньго
- Мао Циньсян
- Чжу Юйфу
- Чжу Чжэнмин
- Лю Шичжун
- Сю Гуан
- Шэ Ваньбао
- Чэнь Шуцин

и другие, являющиеся членами партии ДПК. Кибер-диссидент Хэ Дэпу также был арестован для исправительных работ.

### Современный этап
Далее, 24.12.2004 и 04.03.2004 г. Сю Вэньли и Ван Юцай, соответственно, были высланы в США. 13.08.2006 г. был созван первый съезд ДПК, проходивший в отеле Шератон, Нью-Йорк, США. Ни Юйсянь, лидер демократического движения Китая, один из основателей ДПК, председательствовал на съезде. Всего 111 делегатов, от всех провинций Китая присутствовали на Съезде. Съезду был присвоен статус Демократической Партии Китая, с представлением Программы Партии и вынесением некоторых важных резолюций.
Политическая платформа, координирующая действия ДПК, была выработана членами демократической партии Китая, которые находились в Китае, надзорными студентами и ссыльными партийцами. Члены инициативной группы — Ван Юцай, Линь Хуэй, Чэнь Шуцин, Гао Ецзю, Лю Гэнсун, Сю Гуан, Шань Чэньфэн и многие другие участники.
Местные комитеты ДПК были основаны в январе 2008 г., член партии Чжэнь Цуньчжу учредил местный Комитет ДПК. Бывший студенческий лидер волнений 1989 г., продемократических движений в провинции Аньхой, опубликовал открытое письмо руководителям Китая, выступив за возобновление политической реформы.

## Специфика подхода ДПК
ДПК провозглашает идеи «Процветания, Справедливости, Демократии» (富裕 公平 民主), «Свободы, Правосудия, Прав человека» (自由 法制 人权/人權). ДПК сочетает в себе пять уникальных характеристик:
- ДПК основана на материковой части Китая.
- Основана на принципах, изложенных в большинстве документов разработанных Организационным Комитетом Демократической Партии Китая Zhejiang и орг. комитетом Партии Beijing-Tianjin в 1998 г. Основополагающей для Партии стала «Декларация Демократической Партии Китая за Новый Век», выпущенной руководством ДПК 01.01.2000 г., из чего следует, что ДПК твердо стоит на прочном фундаменте настоящих демократических идей.
- Китайская Демократическая Партия была создана большой группой людей. Её ключевые лидеры являются, в своем большинстве, участниками Китайского Демократического движения 1978 г. и Демократического движения 1989 г., а также различных зарубежных демократических движений. Подавляющее большинство руководства партии было выбрано посредством честных выборов. Более 40 её (ДПК) лидеров прошли тюрьмы и лишения, более 20 из них до сих пор находятся в застенках.
- Местные комитеты ДПК организованы в 28 провинциях и автономных округах материкового Китая, так же как и местные комитеты, существующие за границей, что подчеркивает широту распространения, влияние и масштаб идей ДПК.
- С первого дня основания ДПК получала мощную поддержку и внимание от правительства США и др. стран. Особенно хотелось бы отметить, что в 1999 г. Комитет по правам человека ООН, под руководством Ван Сичжэ, номинировал руководителей ДПК Сю Вэньли, Qin Yongmin и Wang Youcai на Нобелевскую премию[7].